# Kościół ewangelicko-reformowany w Zelowie

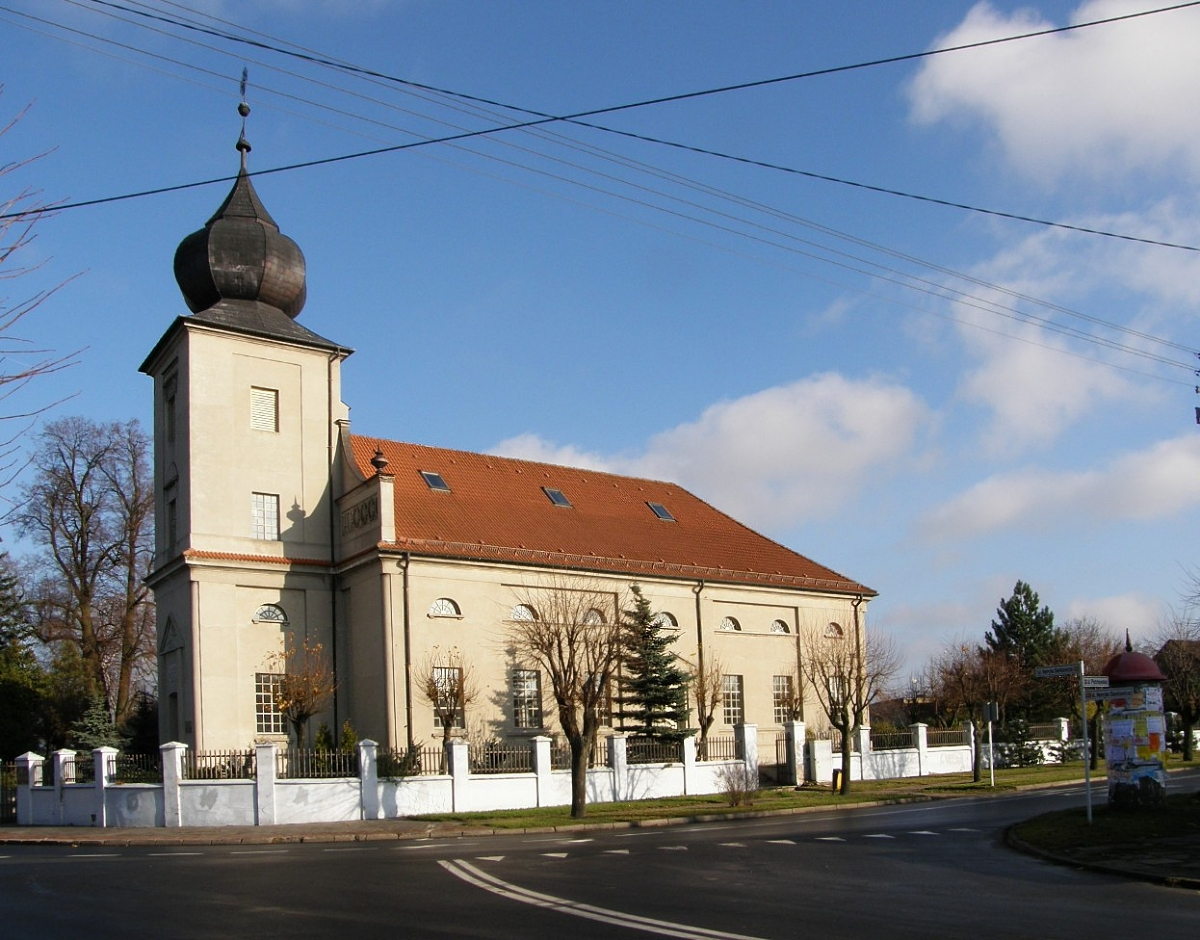
Budynek kościoła

Kościół ewangelicko-reformowany w Zelowie wzniesiony został w latach 1821–1825 w stylu klasycystycznym według projektu architekta Jana Zillego na planie prostokąta z kwadratową, węższą od korpusu wieżą od zachodu. Zbudowany został na niewielkim wzniesieniu, stanowi wyraźną dominantę widokową, zamykającą ul. Sienkiewicza. Wnętrze jest właściwie pozbawione dekoracji. Wyjątkiem są wykonane z ciemnego kamienia tablice na pamiątkę Jana Husa, Jana Kalwina, Jana Łaskiego oraz Jana Ámosa Komeńskiego.
Na poddaszu kościoła mieści się Muzeum w Zelowie – Ośrodek Dokumentacji Dziejów Braci Czeskich.
Według rejestru zabytków Narodowego Instytutu Dziedzictwa wpisany jest na listę zabytków jako:
- klasycystyczny kościół braci czeskich z 1828 r. restaurowany w 1971 r., nr rej.: 431 z 21.07.1967.

## Galeria

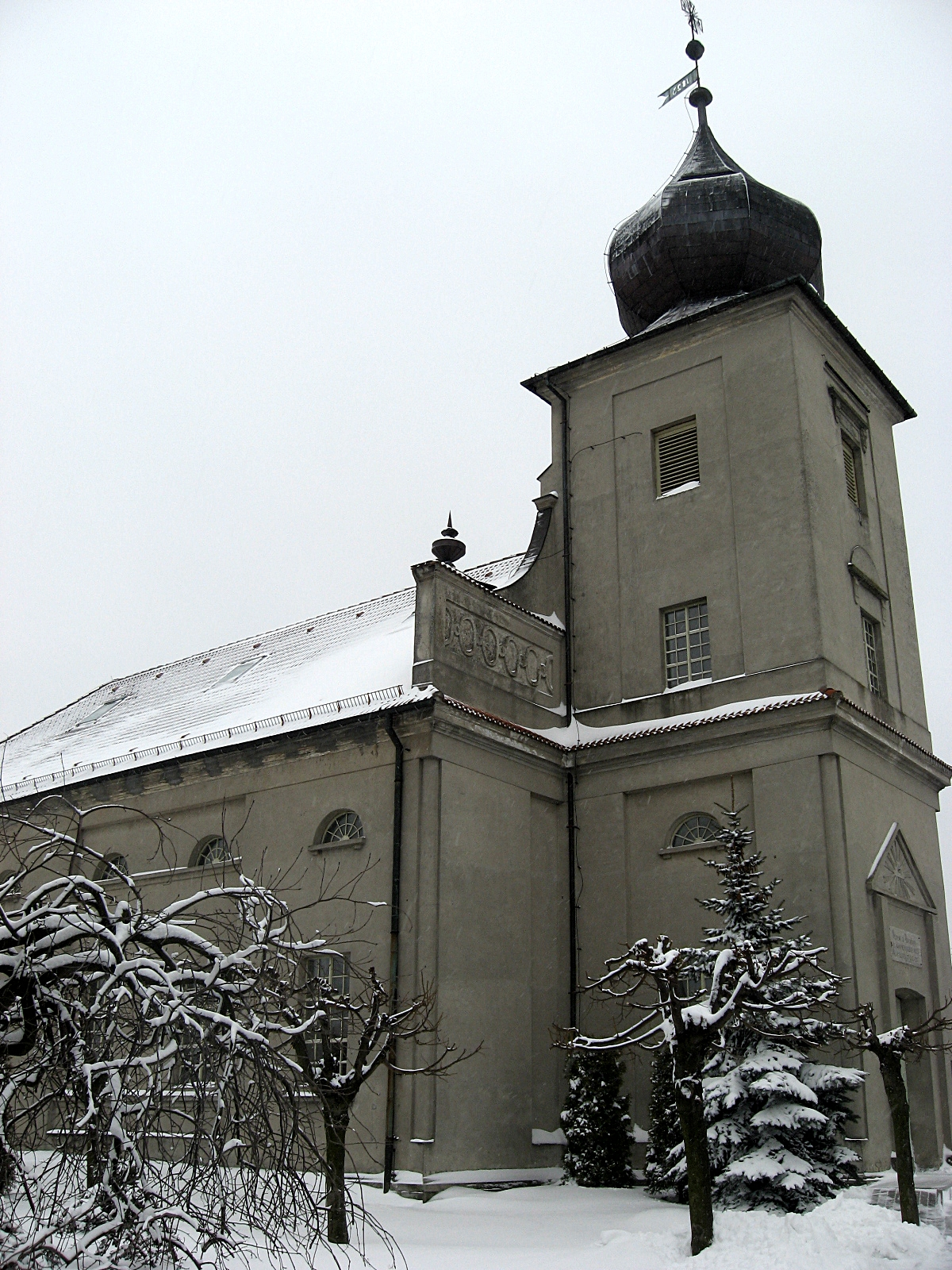
Kościół ewangelicko-reformowany w Zelowie zimą
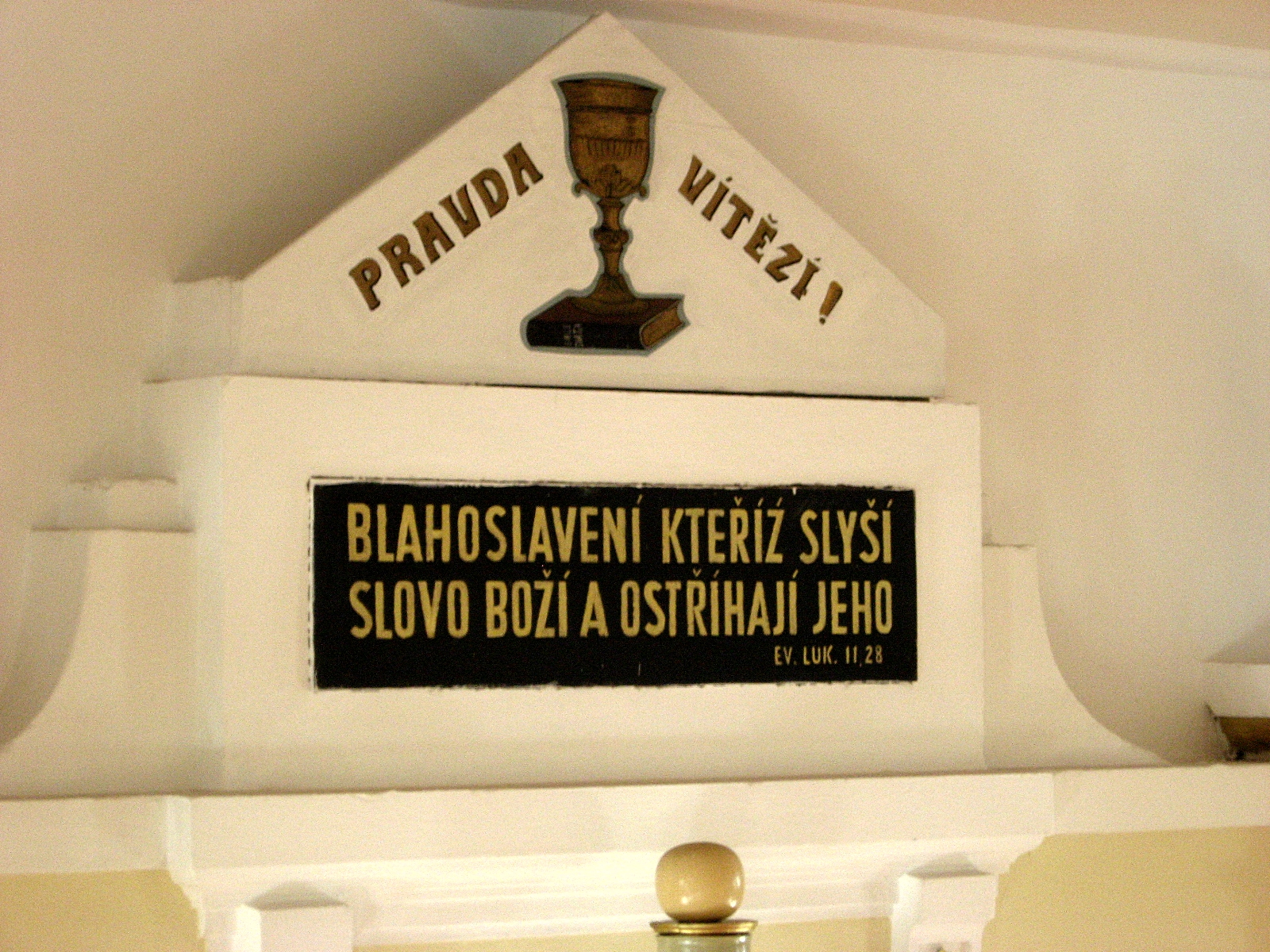
Napis w języku czeskim nad kazalnicą w kościele ewangelicko-reformowanym w Zelowie
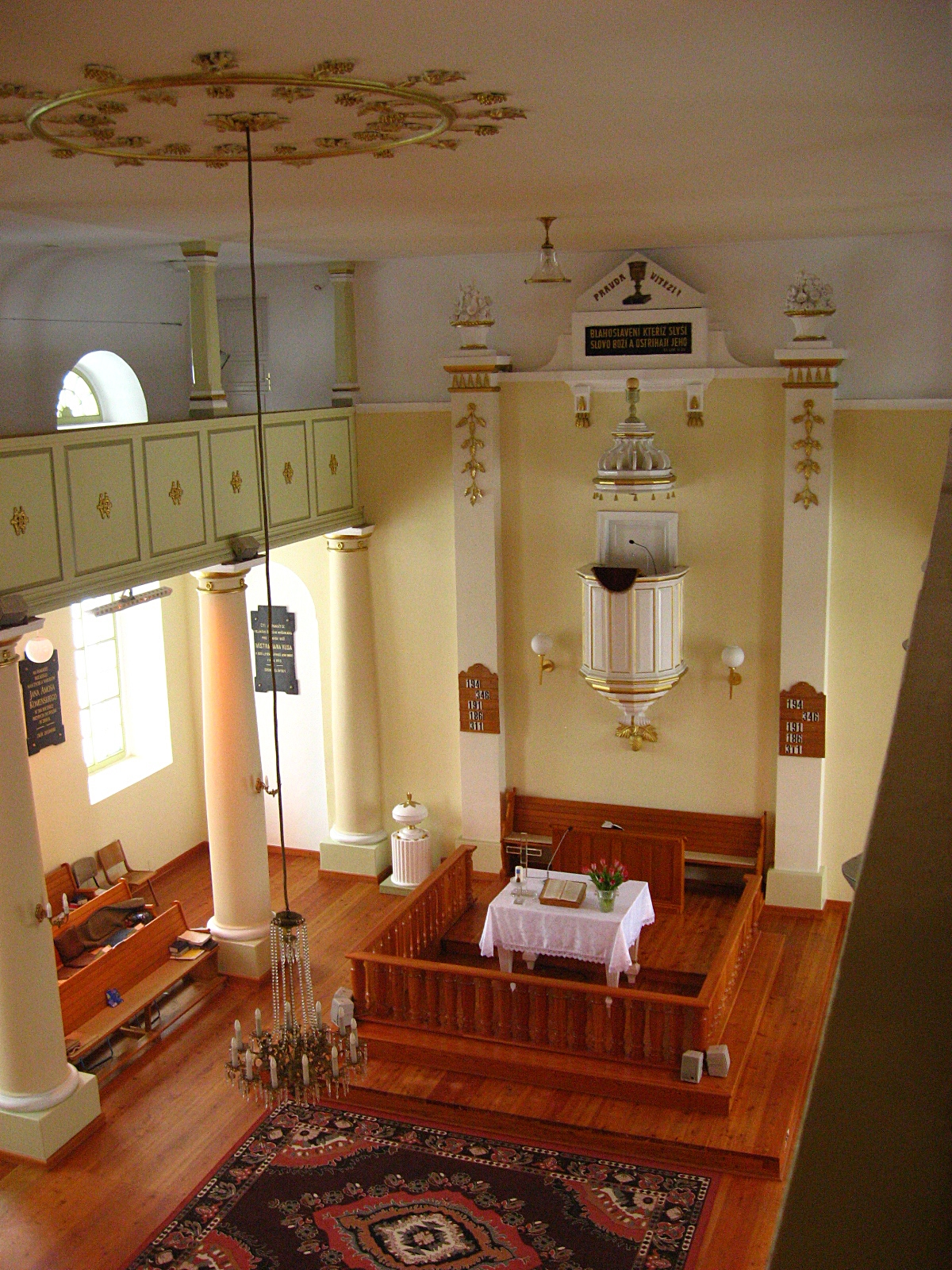
Wnętrze kościoła ewangelicko-reformowanego w Zelowie
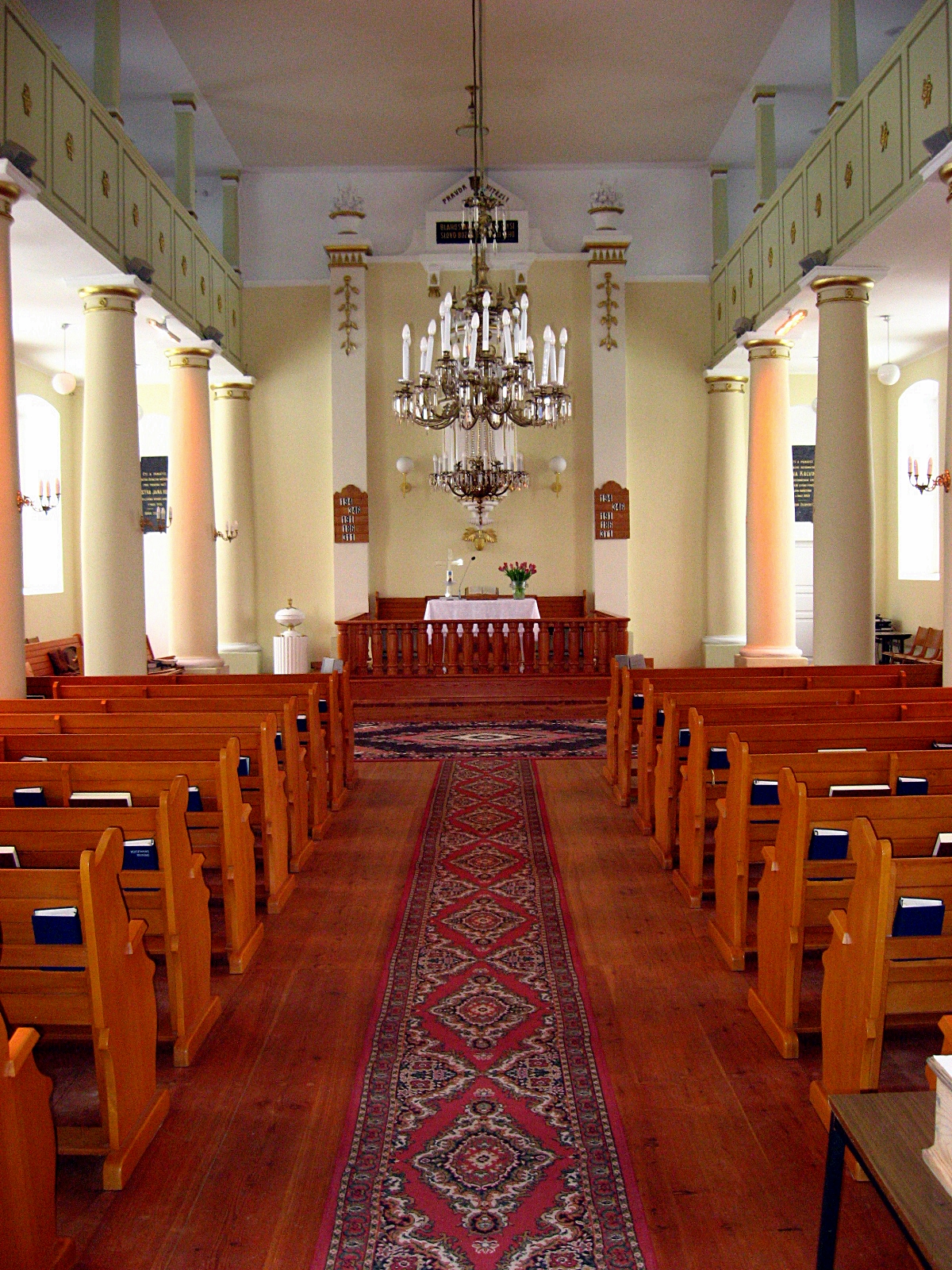
Widok na wnętrze kościoła ewangelicko-reformowanego w Zelowie
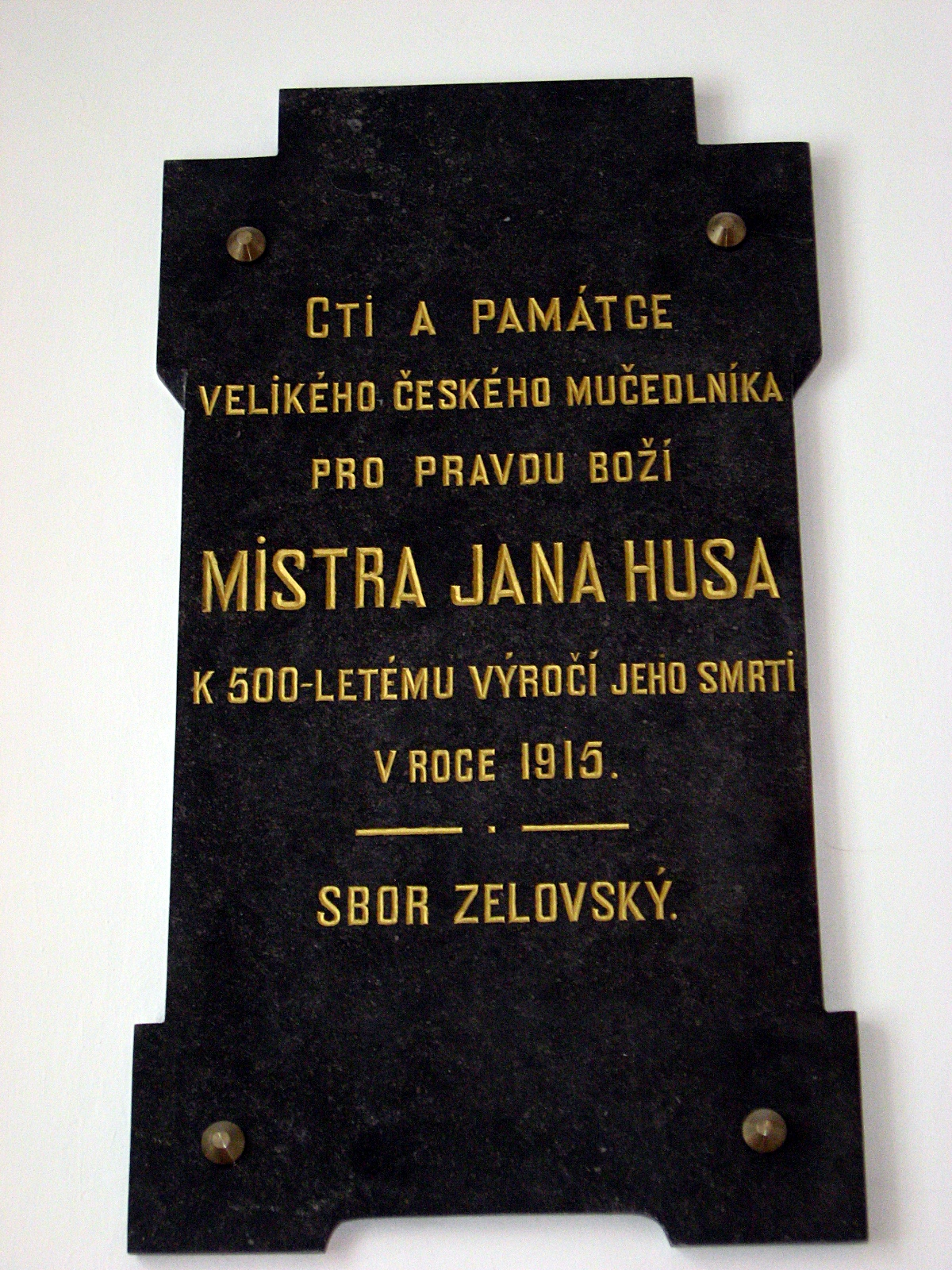
Tablica poświęcona Janowi Husowi
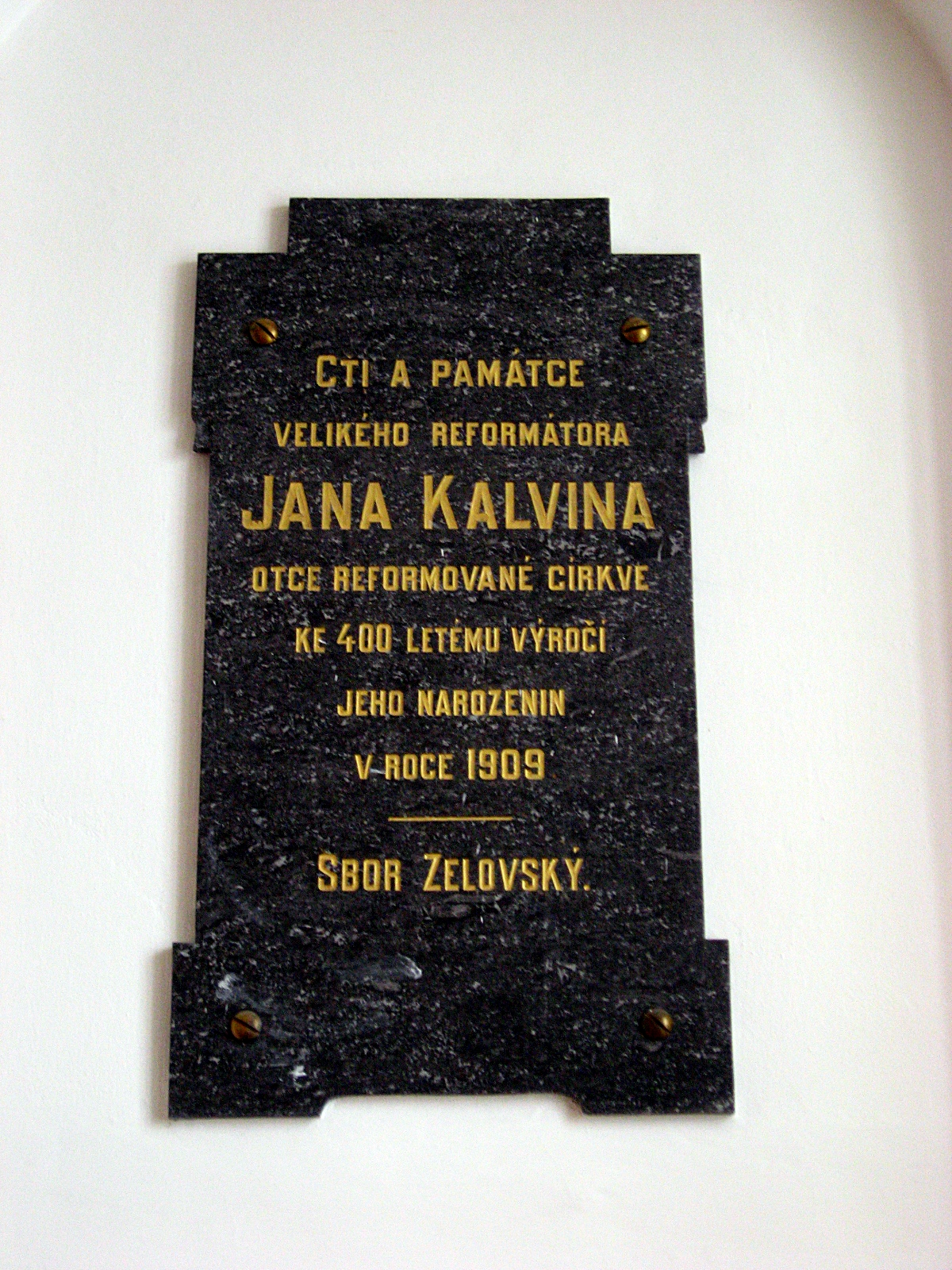
Tablica poświęcona Janowi Kalwinowi